# Ettore de Conciliis
Ettore de Conciliis (Avellino, 1941) è un pittore italiano.

## Biografia
Ottiene una certa notorietà nel 1965 per la realizzazione del "Murale della pace", opera monumentale parietale realizzata con la collaborazione di Rocco Falciano, presso la Chiesa di San Francesco ad Avellino. L'affresco suscita vivaci polemiche e cattura l'interesse della stampa nazionale e internazionale: alle spalle dell'altare di una chiesa cattolica viene realizzato un affresco in cui, attorno alla figura di San Francesco, compaiono da un lato immagini di guerra e di distruzione, dall'altro di pace e di giustizia sociale. Accanto a Papa Giovanni XXIII e ai vescovi avellinesi, sono rappresentati John Kennedy, Mao Tse Tung, Cesare Pavese, Guido Dorso, Pier Paolo Pasolini e Fidel Castro. Fu criticato dai settori più tradizionalisti del cattolicesimo. In precedenza una sua innovativa crocifissione, realizzata per la Chiesa delle Oblate ad Avellino, era stata cancellata perché ritenuta inidonea per un luogo di culto.
L'attività artistica di de Conciliis continua negli anni successivi con la realizzazione di altre imponenti opere murarie a contenuto sociale: presso la scuola di Cadelbosco realizza "Effetti del capitalismo e fronte della pace", presso il Centro Studi di Danilo Dolci a Trappeto "Sistema clientelare-mafioso e non-violenza", per il Comune di Mantova un murale all'Istituto Magistrale "Isabella d'Este" e per il Comune di Fiano Romano, a ridosso dell'ingresso del borgo medievale, il Murale sulla occupazione delle terre e lotta per lo sviluppo.
Tra le sue opere di arte pubblica vanno ricordati il Memoriale di Portella della Ginestra, intervento di land art realizzato nel 1979, a ricordo della strage di contadini compiuta dalla banda di Salvatore Giuliano, il Parco della Pace a Roma, con la realizzazione di grandi sculture dedicate alle religioni ebraica, islamica e cristiana, insieme a un teatro all'aperto e a una "via letteraria" costellata da pietre-sculture su cui sono scritti versi poetici, ispirati alla pace e alla fratellanza.
Attualmente la sua produzione pittorica è orientata su tematiche più intimistiche, con la rappresentazioni di paesaggi e nature morte.
Dal 2005 la Comunità Europea e il comune di Fiano Romano promuovono la realizzazione di uno Studio-Museo nella chiesa medievale Santa Maria ad Pontem, dove vengono raccolte le opere del maestro.
Nato ad Avelino, vive attualmente a Fiano, dopo aver soggiornato in Messico.